# Comuna Ciupercenii Noi, Dolj
Ciupercenii Noi este o comună în județul Dolj, Oltenia, România, formată din satele Ciupercenii Noi (reședința) și Smârdan.

## Geografie
Este amplasată în jurul latitudinii nordice de 43 grade și 54 minute și longitudinii estice de 22 grade și 57 minute, fiind atestată documentar din anul 1883.
Pe teritoriul comunei este amenajarea piscicolă Arceru, cu o suprafață de 485 ha, protejată inițial cu dig de protecție, în prezent distrus de inundațiile din anul 2006. Pe teritoriul comunei mai sunt aproximativ 200 ha de bălți naturale, predispuse la inundațiile normale ale Dunării din timpul anului, când se alimentează cu apă și pește.
De asemenea, a fost și rezervația ornitologică "Ciupercenii-Noi" aflată în evidențele Academiei Române, pe fostele bălți Manginita, Balta Radii, Buricliu care în prezent sunt desecate și cultivate parțial cu culturi agricole, cultura mare. În această rezervație ornitologică, erau prezente pe tot parcursul anului o colonie de pelicani și una de lebede, fiind o atracție și pentru multe specii de rațe și gâște sălbatice. De asemenea apele acestor bălți erau populate de toate speciile de pește de apă dulce, inclusiv lin, care avea o populație însemnată și exemplare deosebite.
Pe teritoriul comunei, este rezervația de semințe de salcâm varietatea Oltenica, caracterizată prin rectitudinea deosebită a arborilor, înălțimea și cantitatea de lemn pe exemplar foarte mare.
Terenurile nisipoase, aflate în evidențele oficiale ca terenuri agricole, nu se mai pretează a fi cultivate cu culturi agricole datorită potențialului lor slab, a lipsei posibilității de a fi irigate. Datorită procesului continuu de deșertificare care se manifestă în zona de sud a Olteniei și implicit și la Ciupercenii-Noi, este necesar a se face demersurile legale pentru ca aceste terenuri să fie trecute de la categoria de folosință agricolă la păduri și să se împădurească.

## Demografie
Componența etnică a comunei Ciupercenii Noi
     Români (95,76%)
     Alte etnii (0,46%)
     Necunoscută (3,78%)
Componența confesională a comunei Ciupercenii Noi
     Ortodocși (94,8%)
     Adventiști (1,18%)
     Alte religii (0,1%)
     Necunoscută (3,92%)
Conform recensământului efectuat în 2021, populația comunei Ciupercenii Noi se ridică la 5.003 locuitori, în scădere față de recensământul anterior din 2011, când fuseseră înregistrați 5.274 de locuitori. Majoritatea locuitorilor sunt români (95,76%), iar pentru 3,78% nu se cunoaște apartenența etnică. Din punct de vedere confesional, majoritatea locuitorilor sunt ortodocși (94,8%), cu o minoritate de adventiști (1,18%), iar pentru 3,92% nu se cunoaște apartenența confesională.

## Politică și administrație
Comuna Ciupercenii Noi este administrată de un primar și un consiliu local compus din 13 consilieri. Primarul, Gheorghe Mungiu[*], de la Partidul Social Democrat, este în funcție din 2008. Începând cu alegerile locale din 2024, consiliul local are următoarea componență pe partide politice:
|  | Partid                          | Consilieri | Componența Consiliului | Componența Consiliului | Componența Consiliului | Componența Consiliului | Componența Consiliului | Componența Consiliului | Componența Consiliului | Componența Consiliului | Componența Consiliului |
|  | ------------------------------- | ---------- | ---------------------- | ---------------------- | ---------------------- | ---------------------- | ---------------------- | ---------------------- | ---------------------- | ---------------------- | ---------------------- |
|  | Partidul Social Democrat        | 9          |                        |                        |                        |                        |                        |                        |                        |                        |                        |
|  | Partidul Național Liberal       | 1          |                        |                        |                        |                        |                        |                        |                        |                        |                        |
|  | Uniunea Salvați România         | 1          |                        |                        |                        |                        |                        |                        |                        |                        |                        |
|  | Alianța pentru Unirea Românilor | 1          |                        |                        |                        |                        |                        |                        |                        |                        |                        |
|  | Partidul Mișcarea Populară      | 1          |                        |                        |                        |                        |                        |                        |                        |                        |                        |